# شارع الغرام (ألبوم)
شارع الغرام هو ألبوم للفنان التونسي صابر الرباعي، تم إصداره عام 2003 من إنتاج شركة عالم الفن. عدد الأغاني المدرجة في هذا الألبوم عشر أغنيات، وأشهرها أغنية "برشا".

## قائمة الأغاني
- الاب  - 4:03 - كلمات كريم العراقي
- برشا  - 3:56 - كلمات كمال قبيسي
- بلغ اعتذاري  - 4:11 - كلمات مصطفى مرسي[1]
- شارع الغرام  - 4:50
- فينك ياعمري  - 5:18 - كلمات مصطفى مرسي
- كلن علي ليلاه  - 4:47
- لملمت اوراقي  - 5:32
- ماصعبتش عليك  - 5:03
- والله ماتستاهل  - 4:02 - كلمات مصطفى مرسي[1]
- يازين منه يازين  - 3:33 - كلمات منير بو عساف، وتوزيع طوني سابا[2]